# Liste der IATA-Codes/C
Diese Teilliste führt alle IATA-Flughafencodes auf, die mit „C“ beginnen, und enthält Informationen zu den bezeichneten Verkehrsknotenpunkten.
A AA AB AC AD AE AF AG AH AI AJ AK AL AM AN AO AP AQ AR AS AT AU AV AW AX AY AZ
B BA BB BC BD BE BF BG BH BI BJ BK BL BM BN BO BP BQ BR BS BT BU BV BW BX BY BZ
C CA CB CC CD CE CF CG CH CI CJ CK CL CM CN CO CP CQ CR CS CT CU CV CW CX CY CZ
D DA DB DC DD DE DF DG DH DI DJ DK DL DM DN DO DP DQ DR DS DT DU DV DW DX DY DZ
E EA EB EC ED EE EF EG EH EI EJ EK EL EM EN EO EP EQ ER ES ET EU EV EW EX EY EZ
F FA FB FC FD FE FF FG FH FI FJ FK FL FM FN FO FP FQ FR FS FT FU FV FW FX FY FZ
G GA GB GC GD GE GF GG GH GI GJ GK GL GM GN GO GP GQ GR GS GT GU GV GW GX GY GZ
H HA HB HC HD HE HF HG HH HI HJ HK HL HM HN HO HP HQ HR HS HT HU HV HW HX HY HZ
I IA IB IC ID IE IF IG IH II IJ IK IL IM IN IO IP IQ IR IS IT IU IV IW IX IY IZ
J JA JB JC JD JE JF JG JH JI JJ JK JL JM JN JO JP JQ JR JS JT JU JV JW JX JY JZ
K KA KB KC KD KE KF KG KH KI KJ KK KL KM KN KO KP KQ KR KS KT KU KV KW KX KY KZ
L LA LB LC LD LE LF LG LH LI LJ LK LL LM LN LO LP LQ LR LS LT LU LV LW LX LY LZ
M MA MB MC MD ME MF MG MH MI MJ MK ML MM MN MO MP MQ MR MS MT MU MV MW MX MY MZ
N NA NB NC ND NE NF NG NH NI NJ NK NL NM NN NO NP NQ NR NS NT NU NV NW NX NY NZ
O OA OB OC OD OE OF OG OH OI OJ OK OL OM ON OO OP OQ OR OS OT OU OV OW OX OY OZ
P PA PB PC PD PE PF PG PH PI PJ PK PL PM PN PO PP PQ PR PS PT PU PV PW PX PY PZ
Q QA QB QC QD QE QF QG QH QI QJ QK QL QM QN QO QP QQ QR QS QT QU QV QW QX QY QZ
R RA RB RC RD RE RF RG RH RI RJ RK RL RM RN RO RP RQ RR RS RT RU RV RW RX RY RZ
S SA SB SC SD SE SF SG SH SI SJ SK SL SM SN SO SP SQ SR SS ST SU SV SW SX SY SZ
T TA TB TC TD TE TF TG TH TI TJ TK TL TM TN TO TP TQ TR TS TT TU TV TW TX TY TZ
U UA UB UC UD UE UF UG UH UI UJ UK UL UM UN UO UP UQ UR US UT UU UV UW UX UY UZ
V VA VB VC VD VE VF VG VH VI VJ VK VL VM VN VO VP VQ VR VS VT VU VV VW VX VY VZ
W WA WB WC WD WE WF WG WH WI WJ WK WL WM WN WO WP WQ WR WS WT WU WV WW WX WY WZ
X XA XB XC XD XE XF XG XH XI XJ XK XL XM XN XO XP XQ XR XS XT XU XV XW XX XY XZ
Y YA YB YC YD YE YF YG YH YI YJ YK YL YM YN YO YP YQ YR YS YT YU YV YW YX YY YZ
Z ZA ZB ZC ZD ZE ZF ZG ZH ZI ZJ ZK ZL ZM ZN ZO ZP ZQ ZR ZS ZT ZU ZV ZW ZX ZY ZZ

## CA
| IATA | ICAO | Flughafen                              | Ort                   | Region              | Land                   |
| ---- | ---- | -------------------------------------- | --------------------- | ------------------- | ---------------------- |
| CAA  | MHCA |                                        | Catacamas             | Olancho             | Honduras               |
| CAB  | FNCA | Flughafen Cabinda                      | Cabinda               | Cabinda             | Angola                 |
| CAC  | SBCA | Flughafen Cascavel                     | Cascavel              | Paraná              | Brasilien              |
| CAD  | KCAD | Wexford County Airport                 | Cadillac              | Michigan            | USA                    |
| CAE  | KCAE | Columbia Metropolitan Airport          | Columbia              | South Carolina      | USA                    |
| CAF  | SWCA |                                        | Carauari              | Amazonas            | Brasilien              |
| CAG  | LIEE | Aeroporto di Cagliari-Elmas            | Cagliari              | Sardinien           | Italien                |
| CAH  | VVCM | Flughafen Ca Mau                       | Cà Mau                | Mekongdelta         | Vietnam                |
| CAI  | HECA | Flughafen Kairo-International          | Kairo                 | Al-Qahira           | Ägypten                |
| CAJ  | SVCN |                                        | Canaima               | Bolívar             | Venezuela              |
| CAK  | KCAK | Akron-Canton Regional Airport          | Akron/Canton          | Ohio                | USA                    |
| CAL  | EGEC | Campbeltown Airport                    | Campbeltown           | Schottland          | Vereinigtes Königreich |
| CAM  | SLCA | Flugplatz Camiri                       | Camiri                | Santa Cruz          | Bolivien               |
| CAN  | ZGGG | Guangzhou Baiyun International Airport | Guangzhou             | Guangdong           | China                  |
| CAO  | KCAO | Clayton Municipal Airpark              | Clayton               | New Mexico          | USA                    |
| CAP  | MTCH | Flughafen Cap-Haïtien                  | Cap-Haïtien           | Nord                | Haiti                  |
| CAQ  | SKCU | Flughafen Caucasia                     | Caucasia              | Antioquia           | Kolumbien              |
| CAR  | KCAR | Caribou Municipal Airport              | Caribou               | Maine               | USA                    |
| CAS  | GMMC | Flughafen Anfa                         | Casablanca            | Grand Casablanca    | Marokko                |
| CAT  | MYCB |                                        | Cat Island            | Cat Island          | Bahamas                |
| CAU  | SNRU |                                        | Caruaru               | Pernambuco          | Brasilien              |
| CAV  | FNCZ |                                        | Cazombo               | Moxico              | Angola                 |
| CAW  | SBCP | Flughafen Campos dos Goytacazes        | Campos dos Goytacazes | Rio de Janeiro      | Brasilien              |
| CAX  | EGNC | Flughafen Carlisle Lake District       | Carlisle              | England             | Vereinigtes Königreich |
| CAY  | SOCA | Aéroport international Félix Éboué     | Cayenne               | Französisch-Guayana | Frankreich             |
| CAZ  | YCBA |                                        | Cobar                 | New South Wales     | Australien             |

## CB
| IATA | ICAO | Flughafen                           | Ort                | Region                       | Land                    |
| ---- | ---- | ----------------------------------- | ------------------ | ---------------------------- | ----------------------- |
| CBA  |      |                                     | Corner Bay         | Alaska                       | USA                     |
| CBB  | SLCB | Flughafen Cochabamba                | Cochabamba         | Cochabamba                   | Bolivien                |
| CBC  |      |                                     | Cherrabun          | Western Australia            | Australien              |
| CBD  | VOCX |                                     | Car Nicobar        | Andamanen und Nikobaren      | Indien                  |
| CBE  | KCBE | Greater Cumberland Regional Airport | Cumberland         | Maryland                     | USA                     |
| CBF  | KCBF | Council Bluffs Municipal Airport    | Council Bluffs     | Iowa                         | USA                     |
| CBG  | EGSC | Flughafen Cambridge                 | Cambridge          | England                      | Vereinigtes Königreich  |
| CBH  | DAOR | Flughafen Bechar                    | Bechar             | Bechar                       | Algerien                |
| CBI  | YCBN |                                     | Cape Barren Island | Tasmanien                    | Australien              |
| CBJ  | MDCR |                                     | Cabo Rojo          | Enriquillo                   | Dominikanische Republik |
| CBK  | KCBK | Shalz Field                         | Colby              | Kansas                       | USA                     |
| CBL  | SVCB | Aeropuerto José Tomás de Heres      | Ciudad Bolívar     | Bolívar                      | Venezuela               |
| CBM  | KCBM | Columbus Air Force Base             | Columbus           | Mississippi                  | USA                     |
| CBN  | WIIC | Lapangan Terbang Penggung           | Cirebon            | Jawa Barat                   | Indonesien              |
| CBO  | RPWC | Flughafen Awang                     | Cotabato           | Mindanao                     | Philippinen             |
| CBP  | LPCO | Aeródromo Municipal Bissaya Barreto | Coimbra            | Região Centro                | Portugal                |
| CBQ  | DNCA | Flughafen Calabar                   | Calabar            | Cross River                  | Nigeria                 |
| CBR  | YSCB | Canberra International Airport      | Canberra           | Australian Capital Territory | Australien              |
| CBS  | SVON |                                     | Cabimas            | Zulia                        | Venezuela               |
| CBT  | FNCT | Flughafen Catumbela                 | Catumbela          | Provinz Bié                  | Angola                  |
| CBU  | EDCD | Flugplatz Cottbus-Drewitz           | Cottbus            | Brandenburg                  | Deutschland             |
| CBV  | MGCB |                                     | Cobán              | Alta Verapaz                 | Guatemala               |
| CBW  | SSKM |                                     | Campo Mourao       | Paraná                       | Brasilien               |
| CBX  | YCDO |                                     | Condobolin         | New South Wales              | Australien              |
| CBY  |      |                                     | Canobie            | Queensland                   | Australien              |
| CBZ  |      |                                     | Cabin Creek        | Alaska                       | USA                     |

## CC
| IATA | ICAO | Flughafen                                           | Ort                      | Region          | Land        |
| ---- | ---- | --------------------------------------------------- | ------------------------ | --------------- | ----------- |
| CCA  | SLCH | Flughafen Chimoré                                   | Chimoré                  | Cochabamba      | Bolivien    |
| CCB  | KCCB | Cable Airport                                       | Upland                   | Kalifornien     | USA         |
| CCC  | MUOC | Aeropuerto Internacional Jardines del Rey           | Cayo Coco                | Ciego de Ávila  | Kuba        |
| CCD  |      | Century City Heliport                               | Los Angeles              | Kalifornien     | USA         |
| CCE  | HECP | Capital International Airport                       | Neue Hauptstadt Ägyptens | al-Qahira       | Ägypten     |
| CCF  | LFMK | Flughafen Carcassonne                               | Carcassonne              | Okzitanien      | Frankreich  |
| CCG  | KE13 | Crane County Airport                                | Crane                    | Texas           | USA         |
| CCH  | SCCC | Flugplatz Chile Chico                               | Chile Chico              | Aisén           | Chile       |
| CCI  | SSCK |                                                     | Concórdia                | Santa Catarina  | Brasilien   |
| CCJ  | VOCL |                                                     | Kozhikode                | Kerala          | Indien      |
| CCK  | YPCC | Cocos (Keeling) Islands Airport                     | West Island              | Kokosinseln     | Australien  |
| CCL  | YCCA |                                                     | Chinchilla               | Queensland      | Australien  |
| CCM  | SBCM | Flughafen Criciúma                                  | Criciúma                 | Santa Catarina  | Brasilien   |
| CCN  | OACC |                                                     | Tschaghtscharan          | Ghor            | Afghanistan |
| CCO  | SKCI |                                                     | Carimagua                | Casanare        | Kolumbien   |
| CCP  | SCIE | Flughafen Concepción                                | Concepción               | Bío-Bío         | Chile       |
| CCQ  |      |                                                     | Cachoeira                | Bahia           | Brasilien   |
| CCR  | KCCR | Buchanan Field Airport                              | Concord                  | Kalifornien     | USA         |
| CCS  | SVMI | Aeropuerto Internacional de Maiquetia Simón Bolívar | Caracas                  | Miranda         | Venezuela   |
| CCT  |      |                                                     | Colonia Catriel          | Río Negro       | Argentinien |
| CCU  | VECC | Netaji Subhash Chandra Bose International Airport   | Kolkata                  | Westbengalen    | Indien      |
| CCV  | NVSF |                                                     | Craig Cove               | Malampa         | Vanuatu     |
| CCW  | YCWL |                                                     | Cowell                   | South Australia | Australien  |
| CCX  | SWKC |                                                     | Cáceres                  | Mato Grosso     | Brasilien   |
| CCY  | KCCY | Charles City Municipal Airport                      | Charles City             | Iowa            | USA         |
| CCZ  | MYBC | Chub Cay International Airport                      | Chub Cay                 | Berry Islands   | Bahamas     |

## CD
| IATA | ICAO | Flughafen                             | Ort                     | Region                      | Land        |
| ---- | ---- | ------------------------------------- | ----------------------- | --------------------------- | ----------- |
| CDA  | YCOO |                                       | Cooinda                 | Northern Territory          | Australien  |
| CDB  | PACD | Flughafen Cold Bay                    | Cold Bay                | Alaska                      | USA         |
| CDC  | KCDC | Cedar City Municipal Airport          | Cedar City              | Utah                        | USA         |
| CDD  |      |                                       | Cauquira                | Gracias a Dios              | Honduras    |
| CDE  |      |                                       | Caledonia               | Darién                      | Panama      |
| CDF  | LIDI | Aeroporto di Cortina d'Ampezzo-Fiames | Cortina d’Ampezzo       | Venetien                    | Italien     |
| CDG  | LFPG | Aéroport Roissy-Charles-de-Gaulle     | Paris                   | Île-de-France               | Frankreich  |
| CDH  | KCDH | Harrell Field                         | Camden                  | Arkansas                    | USA         |
| CDI  |      |                                       | Cachoeiro de Itapemirim | Espírito Santo              | Brasilien   |
| CDJ  | SBAA |                                       | Conceição do Araguaia   | Paraíba                     | Brasilien   |
| CDK  | KCDK | George T. Lewis Airport               | Cedar Key               | Florida                     | USA         |
| CDL  |      |                                       | Candle                  | Alaska                      | USA         |
| CDN  | KCDN | Woodward Field                        | Camden                  | South Carolina              | USA         |
| CDO  | FACD | Flugplatz Cradock                     | Cradock                 | Ostkap                      | Südafrika   |
| CDP  | VOCP | Flughafen Kadapa                      | Kadapa                  | Andhra Pradesh              | Indien      |
| CDQ  | YCRY |                                       | Croydon                 | Queensland                  | Australien  |
| CDR  | KCDR | Chadron Municipal Airport             | Chadron                 | Nebraska                    | USA         |
| CDS  | KCDS | Childress Municipal Airport           | Childress               | Texas                       | USA         |
| CDT  | LECH | Flughafen Castellón                   | Castellón de la Plana   | Valencianische Gemeinschaft | Spanien     |
| CDU  | YSCN |                                       | Camden                  | New South Wales             | Australien  |
| CDV  | PACV | Merle K. (Mudhole) Smith Airport      | Cordova                 | Alaska                      | USA         |
| CDW  | KCDW | Essex County Airport                  | Caldwell                | New Jersey                  | USA         |
| CDY  | RPMU |                                       | Cagayan de Sulu         | Tawi-Tawi                   | Philippinen |
| CDZ  |      |                                       | Cádiz                   | Andalusien                  | Spanien     |

## CE
| IATA | ICAO | Flughafen                                      | Ort               | Region                     | Land                   |
| ---- | ---- | ---------------------------------------------- | ----------------- | -------------------------- | ---------------------- |
| CEA  | KCEA | Cessna Aircraft Field                          | Wichita           | Kansas                     | USA                    |
| CEB  | RPVM | Paliparang Pandaigdig ng Mactan-Cebu           | Lapu-Lapu City    | Visayas                    | Philippinen            |
| CEC  | KCEC | Del Norte County Airport                       | Crescent City     | Kalifornien                | USA                    |
| CED  | YCDU |                                                | Ceduna            | South Australia            | Australien             |
| CEE  | ULBC | Cherepovets Airport                            | Tscherepowez      |                            | Russland               |
| CEF  | KCEF | Westover Air Reserve Base/Metropolitan Airport | Springfield       | Massachusetts              | USA                    |
| CEG  | EGNR | Hawarden Airport                               | Chester           | England                    | Vereinigtes Königreich |
| CEH  | FWCD |                                                | Chengde           | Hebei                      | China                  |
| CEI  | VTCT | Flughafen Chiang Rai                           | Chiang Rai        | Chiang Rai                 | Thailand               |
| CEJ  | UKKL |                                                | Tschernihiw       | Tschernihiw                | Ukraine                |
| CEK  | USCC | Flughafen Balandino                            | Tscheljabinsk     | Ural                       | Russland               |
| CEL  | MYEC |                                                | Cape Eleuthera    | Eleuthera                  | Bahamas                |
| CEM  |      | Central Airport                                | Central           | Alaska                     | USA                    |
| CEN  | MMCN | Flughafen Ciudad Obregón                       | Ciudad Obregón    | Sonora                     | Mexiko                 |
| CEO  | FNWK |                                                | Wako-Kungo        | Cuanza Sul                 | Angola                 |
| CEP  | SLCP | Flugplatz Concepción                           | Concepción        | Santa Cruz                 | Bolivien               |
| CEQ  | LFMD | Flugplatz Cannes-Mandelieu                     | Cannes            | Provence-Alpes-Côte d’Azur | Frankreich             |
| CER  | LFRC | Flughafen Cherbourg-Maupertus                  | Cherbourg         | Normandie                  | Frankreich             |
| CES  | YCNK |                                                | Cessnock          | New South Wales            | Australien             |
| CET  | LFOU | Aéroport de Cholet Le Pontreau                 | Cholet            | Pays de la Loire           | Frankreich             |
| CEU  | KCEU | Clemson-Oconee County Airport                  | Clemson           | South Carolina             | USA                    |
| CEV  | KCEV | Mettel Field                                   | Connersville      | Indiana                    | USA                    |
| CEW  | KCEW | Bob Sikes Airport                              | Crestview         | Florida                    | USA                    |
| CEX  |      |                                                | Chena Hot Springs | Alaska                     | USA                    |
| CEY  | KCEY | Kyle-Oakley Field                              | Murray            | Kentucky                   | USA                    |
| CEZ  | KCEZ | Cortez Municipal Airport                       | Cortez            | Colorado                   | USA                    |

## CF
| IATA | ICAO | Flughafen                             | Ort               | Region               | Land            |
| ---- | ---- | ------------------------------------- | ----------------- | -------------------- | --------------- |
| CFA  |      |                                       | Coffee Point      | Alaska               | USA             |
| CFB  | SBCB | Aeroporto de Cabo Frio                | Cabo Frio         | Rio de Janeiro       | Brasilien       |
| CFC  | SBCD |                                       | Caçador           | Santa Catarina       | Brasilien       |
| CFD  | KCFD | Coulter Field                         | Bryan             | Texas                | USA             |
| CFE  | LFLC | Aéroport de Clermont-Ferrand Auvergne | Clermont-Ferrand  | Auvergne-Rhône-Alpes | Frankreich      |
| CFF  | FNCF |                                       | Cafunfo           | Lunda Norte          | Angola          |
| CFG  | MUCF | Aeropuerto Jaime Gonzalez             | Cienfuegos        | Cienfuegos           | Kuba            |
| CFH  |      |                                       | Clifton Hills     | South Australia      | Australien      |
| CFI  |      |                                       | Camfield          | Northern Territory   | Australien      |
| CFJ  | KCFJ | Crawfordsville Municipal Airport      | Crawfordsville    | Indiana              | USA             |
| CFK  | DAOI |                                       | Ech Cheliff       | Chlef                | Algerien        |
| CFN  | EIDL | Flughafen Donegal                     | Carrickfinn       | County Donegal       | Republik Irland |
| CFO  |      |                                       | Confreza          | Mato Grosso          | Brasilien       |
| CFP  |      |                                       | Carpentaria Downs | Queensland           | Australien      |
| CFQ  |      | Art Sutcliffe Field                   | Creston           | British Columbia     | Kanada          |
| CFR  | LFRK | Flugplatz Caen-Carpiquet              | Caen              | Normandie            | Frankreich      |
| CFS  | YSCH | Coffs Harbour Regional Airport        | Coffs Harbour     | New South Wales      | Australien      |
| CFT  | KCFT | Greenlee County Airport               | Clifton/Morenci   | Arizona              | USA             |
| CFU  | LGKR | Flughafen Ioannis Kapodistrias        | Kerkyra           | Korfu                | Griechenland    |
| CFV  | KCFV | Coffeyville Municipal Airport         | Coffeyville       | Kansas               | USA             |

## CG
| IATA | ICAO | Flughafen                            | Ort             | Region              | Land                |
| ---- | ---- | ------------------------------------ | --------------- | ------------------- | ------------------- |
| CGA  |      | Craig Seaplane Base                  | Craig           | Alaska              | USA                 |
| CGB  | SBCY | Flughafen Cuiabá                     | Cuiabá          | Mato Grosso         | Brasilien           |
| CGC  |      |                                      | Cape Gloucester | West New Britain    | Papua-Neuguinea     |
| CGD  | ZGCD | Changde Taohuayuan Airport           | Changde         | Hunan               | China               |
| CGE  | KCGE | Cambridge-Dorchester Airport         | Cambridge       | Maryland            | USA                 |
| CGF  | KCGF | Cuyahoga County Airport              | Cleveland       | Ohio                | USA                 |
| CGG  |      |                                      | Casiguran       | Luzon               | Philippinen         |
| CGH  | SBSP | Aeroporto Internacional de Congonhas | São Paulo       | São Paulo           | Brasilien           |
| CGI  | KCGI | Cape Girardeau Municipal Airport     | Cape Girardeau  | Missouri            | USA                 |
| CGJ  |      |                                      | Chingola        | Copperbelt          | Sambia              |
| CGK  | WIII | Flughafen Soekarno-Hatta             | Jakarta         | Java                | Indonesien          |
| CGM  | RPMH |                                      | Camiguin        | Mindanao            | Philippinen         |
| CGN  | EDDK | Flughafen Köln/Bonn                  | Köln            | Nordrhein-Westfalen | Deutschland         |
| CGO  | ZHCC | Flughafen Zhengzhou                  | Zhengzhou       | Henan               | China               |
| CGP  | VGEG | Flughafen Chittagong                 | Chittagong      | Chittagong          | Bangladesch         |
| CGQ  | ZYCC | Flughafen Changchun-Longjia          | Changchun       | Jilin               | Volksrepublik China |
| CGR  | SBCG | Flughafen Campo Grande               | Campo Grande    | Mato Grosso do Sul  | Brasilien           |
| CGS  | KCGS | College Park Airport                 | College Park    | Maryland            | USA                 |
| CGT  |      |                                      | Chinguetti      | Adrar               | Mauretanien         |
| CGU  | SVPR |                                      | Ciudad Guayana  | Bolívar             | Venezuela           |
| CGV  | YCAG |                                      | Caiguma         | Western Australia   | Australien          |
| CGX  | KCGX | Merrill C. Meigs Field Airport       | Chicago         | Illinois            | USA                 |
| CGY  | RPML |                                      | Cagayan de Oro  | Mindanao            | Philippinen         |
| CGZ  | KCGZ | Casa Grande Municipal Airport        | Casa Grande     | Arizona             | USA                 |

## CH
| IATA | ICAO | Flughafen                                       | Ort                | Region              | Land         |
| ---- | ---- | ----------------------------------------------- | ------------------ | ------------------- | ------------ |
| CHA  | KCHA | Chattanooga Metropolitan Airport (Lovell Field) | Chattanooga        | Tennessee           | USA          |
| CHB  | OPCL |                                                 | Chilas             | Gilgit-Baltistan    | Pakistan     |
| CHC  | NZCH | Christchurch International Airport              | Christchurch       | Südinsel            | Neuseeland   |
| CHE  |      |                                                 | Cahersiveen        | Munster             | Irland       |
| CHF  | RKPE |                                                 | Jinhae             | Gyeongsangnam-do    | Südkorea     |
| CHG  | ZYCY |                                                 | Chaoyang           | Liaoning            | China        |
| CHH  | SPPY | Flughafen Chachapoyas                           | Chachapoyas        | Amazonas            | Peru         |
| CHI  |      | Großraum Chicago (mehrere Flughäfen)            | Chicago            | Illinois            | USA          |
| CHJ  | FVCH |                                                 | Chipinge           | Manicaland          | Simbabwe     |
| CHK  | KCHK | Chickasha Municipal Airport                     | Chickasha          | Oklahoma            | USA          |
| CHL  | KLLJ | Challis Airport                                 | Challis            | Idaho               | USA          |
| CHM  | SPEO | Aeropuerto Teniente FAP Jaime Montreuil Morales | Chimbote           | Ancash              | Peru         |
| CHN  | RKJU |                                                 | Jeonju             | Jeollabuk-do        | Südkorea     |
| CHO  | KCHO | Charlottesville-Albemarle Airport               | Charlottesville    | Virginia            | USA          |
| CHP  |      |                                                 | Circle Hot Springs | Alaska              | USA          |
| CHQ  | LGSA | Flughafen Ioannis Daskalogiannis                | Chania             | Kreta               | Griechenland |
| CHR  | LFLX | Flughafen Châteauroux-Déols „Marcel Dassault“   | Châteauroux        | Centre-Val de Loire | Frankreich   |
| CHS  | KCHS | Charleston International Airport                | Charleston         | South Carolina      | USA          |
| CHT  | NZCI |                                                 | Chatham            | Chathaminseln       | Neuseeland   |
| CHU  |      |                                                 | Chuathbaluk        | Alaska              | USA          |
| CHV  | LPCH |                                                 | Chaves             | Região Norte        | Portugal     |
| CHW  | ZLJQ |                                                 | Jiuquan            | Gansu               | China        |
| CHX  | MPCH |                                                 | Changuinola        | Bocas del Toro      | Panama       |
| CHY  | AGGC |                                                 | Taro Island        | Choiseul            | Salomonen    |
| CHZ  |      | Chiloquin State Airport                         | Chiloquin          | Oregon              | USA          |

## CI
| IATA | ICAO | Flughafen                                             | Ort              | Region                  | Land                           |
| ---- | ---- | ----------------------------------------------------- | ---------------- | ----------------------- | ------------------------------ |
| CIA  | LIRA | Flughafen Rom-Ciampino                                | Rom              | Latium                  | Italien                        |
| CIB  | KAVX | Catalina Airport                                      | Avalon           | Kalifornien             | USA                            |
| CIC  | KCIC | Chico Municipal Airport                               | Chico            | Kalifornien             | USA                            |
| CID  | KCID | The Eastern Iowa Airport                              | Cedar Rapids     | Iowa                    | USA                            |
| CIE  |      |                                                       | Collie           | Western Australia       | Australien                     |
| CIF  | ZBCF |                                                       | Chifeng          | Innere Mongolei         | China                          |
| CIG  | KCAG | Craig-Moffat Airport                                  | Craig            | Colorado                | USA                            |
| CIH  | ZBCZ |                                                       | Changzhi         | Shanxi                  | China                          |
| CII  | LTBD | Flughafen Aydın-Çıldır                                | Aydın            | Aydın (Provinz)         | Türkei                         |
| CIJ  | SLCO | Flughafen Cobija                                      | Cobija           | Pando                   | Bolivien                       |
| CIK  | PACI |                                                       | Chalkyitsik      | Alaska                  | USA                            |
| CIL  |      |                                                       | Council          | Alaska                  | USA                            |
| CIM  | SKCM |                                                       | Cimitarra        | Santander               | Kolumbien                      |
| CIN  | KCIN | Arthur N. Neu Airport                                 | Carroll          | Iowa                    | USA                            |
| CIO  | SGCO | MCAL Lopez Airport                                    | Concepción       | Departamento Concepción | Paraguay                       |
| CIP  | FLCP |                                                       | Chipata          | Ostprovinz              | Sambia                         |
| CIQ  |      |                                                       | Chiquimula       | Chiquimula              | Guatemala                      |
| CIR  | KCIR | Cairo Regional Airport                                | Cairo            | Illinois                | USA                            |
| CIS  | PCIS | Flughafen Kanton-Insel                                | Kanton           | Phoenixinseln           | Kiribati                       |
| CIT  | UAII | Shymkent International                                | Schymkent        | Südkasachstan           | Kasachstan                     |
| CIU  | KCIU | Chippewa County International Airport                 | Sault Ste. Marie | Michigan                | USA                            |
| CIV  |      |                                                       | Chomley          | Alaska                  | USA                            |
| CIW  | TVSC |                                                       | Canouan          | Grenadinen              | St. Vincent und die Grenadinen |
| CIX  | SPHI | Aeropuerto Internacional Capitán FAP José A. Quiñones | Chiclayo         | Lambayeque              | Peru                           |
| CIY  | LICB | Aeroporto di Comiso                                   | Comiso           | Sizilien                | Italien                        |
| CIZ  | SWKO | Flughafen Coari                                       | Coari            | Amazonas                | Brasilien                      |

## CJ
| IATA | ICAO | Flughafen                      | Ort                  | Region                | Land       |
| ---- | ---- | ------------------------------ | -------------------- | --------------------- | ---------- |
| CJA  | SPJR | Flughafen Cajamarca            | Cajamarca            | Cajamarca             | Peru       |
| CJB  | VOCB | Flughafen Coimbatore           | Coimbatore           | Tamil Nadu            | Indien     |
| CJC  | SCCF | Flughafen Calama               | Calama               | Región de Antofagasta | Chile      |
| CJD  |      |                                | Candilejas           | Caquetá               | Kolumbien  |
| CJF  | YCWA | Coondewanna Airport            | Mining Area C        | Western Australia     | Australien |
| CJH  |      | Tsylos Park Lodge              | Tŝilhqox Biny        | British Columbia      | Kanada     |
| CJJ  | RKTU | Flughafen Cheongju             | Cheongju             | Chungcheongbuk-do     | Südkorea   |
| CJL  | OPCH | Flughafen Chitral              | Chitral              | Khyber Pakhtunkhwa    | Pakistan   |
| CJM  | VTSE |                                | Chumphon             | Südthailand           | Thailand   |
| CJN  |      |                                | El Cajon             | Kalifornien           | USA        |
| CJS  | MMCS | Flughafen Ciudad Juárez        | Ciudad Juárez        | Chihuahua             | Mexiko     |
| CJT  | MMCO | Aeropuerto Nacional de Comitán | Comitán de Domínguez | Chiapas               | Mexiko     |
| CJU  | RKPC | Flughafen Jeju                 | Jeju-si              | Jeju-do               | Südkorea   |

## CK
| IATA | ICAO | Flughafen                                      | Ort                  | Region             | Land       |
| ---- | ---- | ---------------------------------------------- | -------------------- | ------------------ | ---------- |
| CKA  | KCKA | Kegelman Air Force Auxiliary Field             | Cherokee             | Oklahoma           | USA        |
| CKB  | KCKB | North Central West Virginia                    | Clarksburg           | West Virginia      | USA        |
| CKC  | UKKE |                                                | Tscherkassy          | Oblast Tscherkassy | Ukraine    |
| CKD  |      |                                                | Crooked Creek        | Alaska             | USA        |
| CKE  |      | Ferndale Resort Seaplane Base                  | Kelseyville          | Kalifornien        | USA        |
| CKG  | ZUCK | Flughafen Chongqing-Jiangbei                   | Chongqing            | Chongqing          | China      |
| CKH  | UESO |                                                | Tschokurdach         | Sacha              | Russland   |
| CKI  | YCKI |                                                | Croker Island        | Northern Territory | Australien |
| CKK  |      | Cherokee Village Airport                       | Cherokee Village     | Arkansas           | USA        |
| CKL  | UUMU | Militärflugplatz Tschkalowski                  | Swjosdny Gorodok     | Oblast Moskau      | Russland   |
| CKM  | KCKM | Fletcher Field                                 | Clarksdale           | Mississippi        | USA        |
| CKN  | KCKN | Crookston Municipal Kirkwood Field             | Crookston            | Minnesota          | USA        |
| CKO  | SSCP |                                                | Cornélio Procópio    | Paraná             | Brasilien  |
| CKR  |      |                                                | Crane Island         | Washington         | USA        |
| CKS  | SBCJ | Flughafen Carajás                              | Parauapebas          | Pará               | Brasilien  |
| CKT  |      |                                                | Sarakhs              | Razavi-Chorasan    | Iran       |
| CKU  |      | Cordova Municipal Airport                      | Cordova              | Alaska             | USA        |
| CKV  | KCKV | Clarksville–Montgomery County Regional Airport | Clarksville          | Tennessee          | USA        |
| CKW  |      |                                                | Christmas Creek Mine | Western Australia  | Australien |
| CKX  |      |                                                | Chicken              | Alaska             | USA        |
| CKY  | GUCY | Flughafen Conakry                              | Conakry              | –                  | Guinea     |
| CKZ  | LTBH | Flughafen Çanakkale                            | Çanakkale            | Marmararegion      | Türkei     |

## CL
| IATA | ICAO | Flughafen                                       | Ort             | Region                | Land               |
| ---- | ---- | ----------------------------------------------- | --------------- | --------------------- | ------------------ |
| CLA  | VGCM |                                                 | Kumilla         | Chittagong            | Bangladesch        |
| CLB  | EICB |                                                 | Castlebar       | Connacht              | Irland             |
| CLC  |      | Metroport                                       | Clear Lake City | Harris County (Texas) | USA                |
| CLD  | KCRQ | Flughafen McClellan-Palomar                     | Carlsbad        | Kalifornien           | Vereinigte Staaten |
| CLE  | KCLE | Internationaler Flughafen Cleveland-Hopkins     | Cleveland       | Ohio                  | Vereinigte Staaten |
| CLG  |      | New Coalinga Municipal Airport                  | Coalinga        | Kalifornien           | Vereinigte Staaten |
| CLH  | YCAH |                                                 | Coolah          | New South Wales       | Australien         |
| CLI  | KCLI | Clintonville Municipal Airport                  | Clintonville    | Wisconsin             | Vereinigte Staaten |
| CLJ  | LRCL | Flughafen Cluj                                  | Cluj-Napoca     | Siebenbürgen          | Rumänien           |
| CLK  | KCLK | Clinton Regional Airport                        | Clinton         | Oklahoma              | Vereinigte Staaten |
| CLL  | KCLL | Easterwood Field                                | College Station | Texas                 | Vereinigte Staaten |
| CLM  | KCLM | William R. Fairchild International Airport      | Port Angeles    | Washington            | Vereinigte Staaten |
| CLN  | SBCI |                                                 | Carolina        | Maranhão              | Brasilien          |
| CLO  | SKCL | Aeropuerto Internacional Alfonso Bonilla Aragón | Cali            | Valle del Cauca       | Kolumbien          |
| CLP  |      |                                                 | Clarks Point    | Alaska                | Vereinigte Staaten |
| CLQ  | MMIA | Flughafen Colima                                | Colima          | Colima                | Mexiko             |
| CLR  | KCLR | Cliff Hatfield Memorial Airport                 | Calipatria      | Kalifornien           | Vereinigte Staaten |
| CLS  | KCLS | Chehalis-Centralia Airport                      | Chehalis        | Washington            | Vereinigte Staaten |
| CLT  | KCLT | Charlotte Douglas International Airport         | Charlotte       | North Carolina        | Vereinigte Staaten |
| CLU  | KBAK | Columbus Municipal Airport                      | Columbus        | Indiana               | Vereinigte Staaten |
| CLV  | SBCN | Caldas Novas                                    | Caldas Novas    | Goiás                 | Brasilien          |
| CLW  | KCLW | Clearwater Air Park                             | Clearwater      | Florida               | Vereinigte Staaten |
| CLX  | SATC |                                                 | Clorinda        | Formosa               | Argentinien        |
| CLY  | LFKC | Aéroport Calvi-Sainte-Catherine                 | Calvi           | Korsika               | Frankreich         |
| CLZ  | SVCL |                                                 | Calabozo        | Guárico               | Venezuela          |

## CM
| IATA | ICAO | Flughafen                                 | Ort                 | Region               | Land            |
| ---- | ---- | ----------------------------------------- | ------------------- | -------------------- | --------------- |
| CMA  | YCMU |                                           | Cunnamulla          | Queensland           | Australien      |
| CMB  | VCBI | Bandaranaike International Airport        | Colombo             | Westprovinz          | Sri Lanka       |
| CMC  | SNWC |                                           | Camocim             | Ceará                | Brasilien       |
| CMD  | YCTM |                                           | Cootamundra         | New South Wales      | Australien      |
| CME  | MMCE | Flughafen Ciudad del Carmen               | Ciudad del Carmen   | Campeche             | Mexiko          |
| CMF  | LFLB | Aéroport de Chambéry – Aix-les-Bains      | Chambéry            | Auvergne-Rhône-Alpes | Frankreich      |
| CMG  | SBCR | Flughafen Corumbá                         | Corumbá             | Mato Grosso do Sul   | Brasilien       |
| CMH  | KCMH | John Glenn Columbus International Airport | Columbus            | Ohio                 | USA             |
| CMI  | KCMI | University of Illinois Willard Airport    | Champaign           | Illinois             | USA             |
| CMJ  | RCCM | Flughafen Qimei                           | Qimei (Insel)       | Penghu               | Taiwan          |
| CMK  | FWCM |                                           | Club Makokola       | Südregion            | Malawi          |
| CML  | YCMW |                                           | Camooweal           | Queensland           | Australien      |
| CMM  | MGCR |                                           | Carmelita           | El Petén             | Guatemala       |
| CMN  | GMMN | Flughafen Casablanca                      | Casablanca          | Grand Casablanca     | Marokko         |
| CMO  | HCMO |                                           | Hobyo               | Puntland             | Somalia         |
| CMP  | SNKE | Campo Alegre                              | Santana do Araguaia | Pará                 | Brasilien       |
| CMQ  | YCMT |                                           | Clermont            | Queensland           | Australien      |
| CMR  | LFGA | Aéroport de Colmar – Houssen              | Colmar              | Grand Est            | Frankreich      |
| CMS  | HCMS |                                           | Iskushuban          | Puntland             | Somalia         |
| CMT  |      |                                           | Cameta              | Pará                 | Brasilien       |
| CMU  | AYCH | Flugplatz Chimbu                          | Kundiawa            | Chimbu               | Papua-Neuguinea |
| CMV  | NZCX |                                           | Coromandel          | Waikato              | Neuseeland      |
| CMW  | MUCM | Camagüey-Ignacio Agramonte                | Camagüey            | Camagüey             | Kuba            |
| CMX  | KCMX | Houghton County Memorial Airport          | Hancock             | Michigan             | USA             |
| CMY  | KCMY | Sparta/Fort McCoy Airport                 | Sparta              | Wisconsin            | USA             |
| CMZ  |      | Flugplatz Caia                            | Caia                | Sofala               | Mosambik        |

## CN
| IATA | ICAO | Flughafen                                                  | Ort            | Region                     | Land        |
| ---- | ---- | ---------------------------------------------------------- | -------------- | -------------------------- | ----------- |
| CNA  | MMCA |                                                            | Cananea        | Sonora                     | Mexiko      |
| CNB  | YCNM |                                                            | Coonamble      | New South Wales            | Australien  |
| CNC  | YCCT |                                                            | Coconut Island | Queensland                 | Australien  |
| CND  | LRCK | Flughafen Constanța                                        | Constanța      | Constanța                  | Rumänien    |
| CNE  |      | Fremont County Airport                                     | Cañon City     | Colorado                   | USA         |
| CNF  | SBCF | Aeroporto Internacional de Belo Horizonte – Tancredo Neves | Belo Horizonte | Minas Gerais               | Brasilien   |
| CNG  | LFBG | Militärflugplatz Cognac-Châteaubernard                     | Cognac         | Nouvelle-Aquitaine         | Frankreich  |
| CNH  | KCNH | Claremont Municipal Airport                                | Claremont      | New Hampshire              | USA         |
| CNI  | ZYCH |                                                            | Changhai       | Liaoning                   | China       |
| CNJ  | YCCY |                                                            | Cloncurry      | Queensland                 | Australien  |
| CNK  | KCNK | Blosser Municipal Airport                                  | Concordia      | Kansas                     | USA         |
| CNL  | EKSN |                                                            | Sindal         | Region Nordjylland         | Dänemark    |
| CNM  | KCNM | Flughafen Carlsbad–Cavern City Air Terminal                | Carlsbad       | New Mexico                 | USA         |
| CNN  | VOKN | Flughafen Kannur                                           | Kannur         | Kerala                     | Indien      |
| CNO  | KCNO |                                                            | Chino          | Kalifornien                | USA         |
| CNP  | BGCO | Flughafen Nerlerit Inaat                                   | Nerlerit Inaat | Ostgrönland                | Grönland    |
| CNQ  | SARC | Flughafen Corrientes                                       | Corrientes     | Noreste Argentino          | Argentinien |
| CNR  | SCRA | Flugplatz Chañaral                                         | Chañaral       | Región de Atacama          | Chile       |
| CNS  | YBCS | Cairns Airport                                             | Cairns         | Queensland                 | Australien  |
| CNT  |      |                                                            | Charata        | Región Patagonia Argentina | Argentinien |
| CNU  | KCNU | Chanute Martin Johnson Airport                             | Chanute        | Kansas                     | USA         |
| CNV  | SNED |                                                            | Canavieiras    | Bahia                      | Brasilien   |
| CNW  | KCNW | TSTC Waco Airport                                          | Waco           | Texas                      | USA         |
| CNX  | VTCC | Flughafen Chiang Mai                                       | Chiang Mai     | Nordthailand               | Thailand    |
| CNY  | KCNY | Canyonlands Field                                          | Moab           | Utah                       | USA         |
| CNZ  |      | Flugplatz Cangamba                                         | Cangamba       | Moxico                     | Angola      |

## CO
| IATA | ICAO | Flughafen                                  | Ort              | Region             | Land                    |
| ---- | ---- | ------------------------------------------ | ---------------- | ------------------ | ----------------------- |
| COA  |      |                                            | Columbia         | Kalifornien        | USA                     |
| COB  |      |                                            | Coolibah         | Northern Territory | Australien              |
| COC  | SAAC | Aeropuerto Comodoro Pierrestegui           | Concordia        | Región Centro      | Argentinien             |
| COD  | KCOD | Yellowstone Regional Airport               | Cody             | Wyoming            | USA                     |
| COE  | KCOE | Coeur d’Alene Air Terminal                 | Coeur d’Alene    | Idaho              | USA                     |
| COF  | KCOF | Patrick Air Force Base                     | Cocoa Beach      | Florida            | USA                     |
| COG  | SKCD |                                            | Condoto          | Chocó              | Kolumbien               |
| COH  | VECO |                                            | Cooch Behar      | Westbengalen       | Indien                  |
| COI  | KCOI | Merritt Island Airport                     | Merritt Island   | Florida            | USA                     |
| COJ  | YCBB |                                            | Coonabarabran    | New South Wales    | Australien              |
| COK  | VOCI | Internationaler Flughafen Kochi            | Kochi            | Kerala             | Indien                  |
| COL  |      |                                            | Coll             | Schottland         | Vereinigtes Königreich  |
| COM  | KCOM | Coleman Municipal Airport                  | Coleman          | Texas              | USA                     |
| CON  | KCON | Concord Municipal Airport                  | Concord          | New Hampshire      | USA                     |
| COO  | DBBB | Flughafen Cadjehoun                        | Cotonou          | Littoral           | Benin                   |
| COP  |      | Cooperstown-Westville Airport              | Cooperstown      | New York           | USA                     |
| COQ  | ZMCD | Flughafen Tschoibalsan                     | Tschoibalsan     | Dornod-Aimag       | Mongolei                |
| COR  | SACO | Flughafen Córdoba                          | Córdoba          | Córdoba            | Argentinien             |
| COS  | KCOS | City of Colorado Springs Municipal Airport | Colorado Springs | Colorado           | USA                     |
| COT  | KCOT | Cotulla-La Salle County Airport            | Cotulla          | Texas              | USA                     |
| COU  | KCOU | Columbia Regional Airport                  | Columbia         | Missouri           | USA                     |
| COV  | LPCV |                                            | Covilhã          | Região Centro      | Portugal                |
| COW  | SCQB |                                            | Coquimbo         | Región de Coquimbo | Chile                   |
| COX  | MYAK |                                            | Congo Town       | Andros             | Bahamas                 |
| COY  |      |                                            | Coolawanyah      | Western Australia  | Australien              |
| COZ  | MDCZ |                                            | Constanza        | La Vega            | Dominikanische Republik |

## CP
| IATA | ICAO | Flughafen                                | Ort                     | Region             | Land            |
| ---- | ---- | ---------------------------------------- | ----------------------- | ------------------ | --------------- |
| CPA  | GLCP | Flughafen A. Tubman                      | Cape Palmas             | Maryland           | Liberia         |
| CPB  | SKCA |                                          | Capurganá               | Chocó              | Kolumbien       |
| CPC  | SAZY | Flughafen San Martín de los Andes        | San Martín de los Andes | Neuquén            | Argentinien     |
| CPD  | YCBP | Coober Pedy Airport                      | Coober Pedy             | South Australia    | Australien      |
| CPE  | MMCP | Flughafen Campeche                       | Campeche                | Campeche           | Mexiko          |
| CPF  | WRSC |                                          | Cepu                    | Jawa Tengah        | Indonesien      |
| CPG  |      |                                          | Carmen de Patagones     | Buenos Aires       | Argentinien     |
| CPH  | EKCH | Flughafen Kopenhagen-Kastrup             | Kopenhagen              | Region Hovedstaden | Dänemark        |
| CPI  |      |                                          | Cape Orford             |                    | Papua-Neuguinea |
| CPL  | SKHA | Flughafen General Navas Pardo            | Chaparral               | Tolima             | Kolumbien       |
| CPM  | KCPM | Flughafen Compton/Woodley                | Compton                 | Kalifornien        | USA             |
| CPN  |      |                                          | Cape Rodney             | Central Province   | Papua-Neuguinea |
| CPO  | SCAT | Aeropuerto Desierto de Atacama           | Copiapó                 | Región de Atacama  | Chile           |
| CPQ  | SDAM | Flughafen Amarais                        | Campinas                | São Paulo          | Brasilien       |
| CPR  | KCPR | Internationaler Flughafen Natrona County | Casper                  | Wyoming            | USA             |
| CPS  | KCPS | Flughafen St. Louis Downtown             | Cahokia                 | Illinois           | USA             |
| CPT  | FACT | Internationaler Flughafen Kapstadt       | Kapstadt                | Westkap            | Südafrika       |
| CPU  |      |                                          | Cururupu                | Maranhão           | Brasilien       |
| CPV  | SBKG | Flughafen Campina Grande                 | Campina Grande          | Paraíba            | Brasilien       |
| CPX  | TJCP | Flughafen Benjamin Rivera Noriega        | Culebra                 | Puerto Rico        | USA             |

## CQ
| IATA | ICAO | Flughafen                                   | Ort               | Region                        | Land       |
| ---- | ---- | ------------------------------------------- | ----------------- | ----------------------------- | ---------- |
| CQA  | KCQA | Flughafen Lakefield                         | Celina            | Ohio                          | USA        |
| CQB  | KCQB | Regionalflughafen Chandler                  | Chandler          | Oklahoma                      | USA        |
| CQD  | OIFS |                                             | Schahr-e Kord     | Tschahār Mahāl und Bachtiyāri | Iran       |
| CQF  | LFAC | Flughafen Calais-Dunkerque                  | Calais/Dünkirchen | Hauts-de-France               | Frankreich |
| CQM  | LERL | Flughafen Ciudad Real Central (geschlossen) | Ciudad Real       | Kastilien-La Mancha           | Spanien    |
| CQP  |      |                                             | Cape Flattery     | Queensland                    | Australien |
| CQS  | SWCQ |                                             | Costa Marques     | Rondônia                      | Brasilien  |
| CQT  |      |                                             | Caquetania        | Caquetá                       | Kolumbien  |

## CR
| IATA | ICAO | Flughafen                                                | Ort                  | Region            | Land                         |
| ---- | ---- | -------------------------------------------------------- | -------------------- | ----------------- | ---------------------------- |
| CRA  | LRCV | Flughafen Craiova                                        | Craiova              | Kleine Walachei   | Rumänien                     |
| CRB  | YCBR |                                                          | Collarenebri         | New South Wales   | Australien                   |
| CRC  | SKGO | Flughafen Santa Ana                                      | Cartago              | Valle del Cauca   | Kolumbien                    |
| CRD  | SAVC | Internationaler Flughafen General Enrique Mosconi        | Comodoro Rivadavia   | Chubut            | Argentinien                  |
| CRE  | KCRE | Flughafen Grand Strand                                   | North Myrtle Beach   | South Carolina    | USA                          |
| CRF  | FEFC | Flugplatz Carnot                                         | Carnot               | Mambéré-Kadéï     | Zentralafrikanische Republik |
| CRG  | KCRG | Kommunaler Flughafen Craig                               | Jacksonville         | Florida           | USA                          |
| CRH  |      |                                                          | Cherribah            | Queensland        | Australien                   |
| CRI  |      |                                                          | Crooked Island       |                   | Bahamas                      |
| CRJ  |      |                                                          | Coorabie             | South Australia   | Australien                   |
| CRK  | RPLC | Internationaler Flughafen „Diosdado Macapagal“           | Angeles City         | Luzon             | Philippinen                  |
| CRL  | EBCI | Flughafen Brüssel-Süd                                    | Charleroi            | Wallonien         | Belgien                      |
| CRM  | RPVF |                                                          | Catarman             | Visayas           | Philippinen                  |
| CRN  | RPVF |                                                          | Cromarty             | Schottland        | Vereinigtes Königreich       |
| CRO  | KCRO | Corcoran Airport                                         | Corcoran             | Kalifornien       | USA                          |
| CRP  | KCRP | Flughafen Corpus Christi                                 | Corpus Christi       | Texas             | USA                          |
| CRQ  | SBCV |                                                          | Caravelas            | Bahia             | Brasilien                    |
| CRR  | SANW |                                                          | Ceres                | Santa Fe          | Argentinien                  |
| CRS  | KCRS | Kommunaler Flughafen Corsicana / C. David Campbell Field | Corsicana            | Texas             | USA                          |
| CRT  | KCRT | Z. M. Jack Stell Field                                   | Crossett             | Arkansas          | USA                          |
| CRU  | TGPZ | Flugplatz Lauriston                                      | Carriacou            | Carriacou         | Grenada                      |
| CRV  | LIBC | Flughafen Crotone                                        | Crotone              | Kalabrien         | Italien                      |
| CRW  | KCRW | Flughafen Yeager                                         | Charleston           | West Virginia     | USA                          |
| CRX  | KCRX | Flughafen Roscoe Turner                                  | Corinth              | Mississippi       | USA                          |
| CRY  |      |                                                          | Carlton Hill Station | Western Australia | Australien                   |
| CRZ  | UTAV | Flughafen Türkmenabat                                    | Türkmenabat          | Lebap             | Turkmenistan                 |

## CS
| IATA | ICAO | Flughafen                                     | Ort                    | Region               | Land                   |
| ---- | ---- | --------------------------------------------- | ---------------------- | -------------------- | ---------------------- |
| CSA  |      |                                               | Colonsay               | Schottland           | Vereinigtes Königreich |
| CSB  | LRCS | Flughafen Caransebeș                          | Caransebeș             | Kreis Caraș-Severin  | Rumänien               |
| CSC  |      |                                               | Cañas                  | Guanacaste           | Costa Rica             |
| CSD  |      |                                               | Cresswell Downs        | Northern Territory   | Australien             |
| CSE  |      | Flughafen Buckhorn Ranch                      | Crested Butte          | Colorado             | USA                    |
| CSF  | LFPC | Militärflugplatz Creil                        | Creil                  | Hauts-de-France      | Frankreich             |
| CSG  | KCSG | Flughafen Columbus Metropolitan               | Columbus               | Georgia              | USA                    |
| CSH  | ULAS |                                               | Solowezki-Inseln       | Weißes Meer          | Russland               |
| CSI  | YCAS |                                               | Casino                 | New South Wales      | Australien             |
| CSJ  |      |                                               | Cap Saint Jacques      | Bà Rịa-Vũng Tàu      | Vietnam                |
| CSK  | GOGS | Flughafen Cap Skirring                        | Cap Skirring           | Ziguinchor           | Senegal                |
| CSL  | KCSL | O’Sullivan Army Heliport                      | Camp San Luis Obispo   | Kalifornien          | USA                    |
| CSM  | KCSM | Flughafen Clinton-Sherman                     | Clinton                | Oklahoma             | USA                    |
| CSN  | KCXP | Flughafen Carson                              | Carson City            | Nevada               | USA                    |
| CSO  | EDBC | Flughafen Magdeburg/Cochstedt                 | Hecklingen             | Sachsen-Anhalt       | Deutschland            |
| CSP  | PACA | Cape Spencer Coast Guard Heliport             | Cape Spencer           | Alaska               | USA                    |
| CSQ  | KCSQ | Kommunaler Flughafen Creston                  | Creston                | Iowa                 | USA                    |
| CSR  |      |                                               | Casuarito              | Vichada              | Kolumbien              |
| CSS  | SSCL |                                               | Cassilândia            | Mato Grosso do Sul   | Brasilien              |
| CST  | NFCS |                                               | Castaway Island Resort | Qalito               | Fidschi                |
| CSV  | KCSV | Flughafen Crossville Memorial / Whitson Field | Crossville             | Tennessee            | USA                    |
| CSW  |      |                                               | Colorado do Oeste      | Rondônia             | Brasilien              |
| CSX  | ZGCS | Flughafen Changsha-Huanghua                   | Changsha               | Hunan                | China                  |
| CSY  | UWKS | Flughafen Tscheboksary                        | Tscheboksary           | Tschuwaschien        | Russland               |
| CSZ  |      | Brigadier Hector Ruiz Airport                 | Coronel Suárez         | Provinz Buenos Aires | Argentinien            |

## CT
| IATA | ICAO | Flughafen                                                         | Ort                                 | Region                     | Land        |
| ---- | ---- | ----------------------------------------------------------------- | ----------------------------------- | -------------------------- | ----------- |
| CTA  | LICC | Internationaler Flughafen Catania-Fontanarossa „Vincenzo Bellini“ | Catania                             | Sizilien                   | Italien     |
| CTB  | KCTB | Kommunaler Flughafen Cut Bank                                     | Cut Bank                            | Montana                    | USA         |
| CTC  | SANC | Flughafen Catamarca                                               | San Fernando del Valle de Catamarca | Catamarca                  | Argentinien |
| CTD  | MPCE | Flughafen Herrera Alonso Valderrama                               | Chitré                              | Herrera                    | Panama      |
| CTE  |      |                                                                   | Carti                               | Kuna Yala                  | Panama      |
| CTF  | MGCT |                                                                   | Coatepeque                          | Quetzaltenango             | Guatemala   |
| CTG  | SKCG | Flughafen Cartagena                                               | Cartagena                           | Bolívar                    | Kolumbien   |
| CTH  | KMQS | Flughafen Chester County G. O. Carlson                            | Coatesville                         | Pennsylvania               | USA         |
| CTI  | FNCV | Flughafen Cuito Cuanavale                                         | Cuito Cuanavale                     | Cuando                     | Angola      |
| CTJ  | KCTJ | Regionalflughafen West Georgia / O. V. Gray Field                 | Carrollton                          | Georgia                    | USA         |
| CTK  |      | Kommunaler Flughafen Canton                                       | Canton                              | South Dakota               | USA         |
| CTL  | YBCV |                                                                   | Charleville                         | Queensland                 | Australien  |
| CTM  | MMCM | Flughafen Chetumal                                                | Chetumal                            | Quintana Roo               | Mexiko      |
| CTN  | YCKN |                                                                   | Cooktown                            | Queensland                 | Australien  |
| CTO  |      | Calverton Executive Airpark                                       | Calverton                           | New York                   | USA         |
| CTP  | SNCP |                                                                   | Carutapera                          | Maranhão                   | Brasilien   |
| CTQ  | SSVP |                                                                   | Santa Vitória do Palmar             | Rio Grande do Sul          | Brasilien   |
| CTR  |      |                                                                   | Cattle Creek                        | Northern Territory         | Australien  |
| CTS  | RJCC | Neuer Flughafen Chitose                                           | Chitose bei Sapporo                 | Hokkaidō                   | Japan       |
| CTT  | LFMQ | Flughafen Castellet                                               | Le Castellet                        | Provence-Alpes-Côte d’Azur | Frankreich  |
| CTU  | ZUUU | Flughafen Chengdu-Shuangliu                                       | Chengdu                             | Sichuan                    | China       |
| CTW  |      |                                                                   | Cottonwood                          | Arizona                    | USA         |
| CTX  |      | Flughafen Cortland County / Chase Field                           | Cortland                            | New York                   | USA         |
| CTY  | KCTY |                                                                   | Cross City                          | Florida                    | USA         |
| CTZ  | KCTZ | Flughafen Sampson County                                          | Clinton                             | North Carolina             | USA         |

## CU
| IATA | ICAO | Flughafen                                 | Ort                 | Region                   | Land                       |
| ---- | ---- | ----------------------------------------- | ------------------- | ------------------------ | -------------------------- |
| CUA  |      |                                           | Ciudad Constitución | Baja California Sur      | Mexiko                     |
| CUB  | KCUB | Flughafen Columbia Owens Downtown         | Columbia            | South Carolina           | USA                        |
| CUC  | SKCC | Flughafen Cúcuta                          | Cúcuta              | Norte de Santander       | Kolumbien                  |
| CUD  | YCDR |                                           | Caloundra           | Queensland               | Australien                 |
| CUE  | SECU | Flughafen Cuenca                          | Cuenca              | Azuay                    | Ecuador                    |
| CUF  | LIMZ | Flughafen Cuneo                           | Cuneo               | Piemont                  | Italien                    |
| CUG  | YCUA |                                           | Cudal               | New South Wales          | Australien                 |
| CUH  | KCUH | Kommunaler Flughafen Cushing              | Cushing             | Oklahoma                 | USA                        |
| CUI  |      |                                           | Currillo            | Caquetá                  | Kolumbien                  |
| CUJ  |      |                                           | Culion              | Palawan                  | Philippinen                |
| CUK  |      |                                           | Caye Caulker        | Belize District          | Belize                     |
| CUL  | MMCL | Flughafen Culiacán                        | Culiacán            | Sinaloa                  | Mexiko                     |
| CUM  | SVCU | Flughafen Antonio Jose de Sucre           | Cumaná              | Sucre                    | Venezuela                  |
| CUN  | MMUN | Internationaler Flughafen Cancun          | Cancún              | Quintana Roo             | Mexiko                     |
| CUO  | SKCR |                                           | Caruru              | Vaupés                   | Kolumbien                  |
| CUP  | SVCP | Flughafen General José Francisco Bermudez | Carúpano            | Sucre                    | Venezuela                  |
| CUQ  | YCOE |                                           | Coen                | Queensland               | Australien                 |
| CUR  | TNCC | Flughafen Curaçao                         | Curaçao             | Niederländische Antillen | Königreich der Niederlande |
| CUS  |      | Kommunaler Flughafen Columbus             | Columbus            | New Mexico               | USA                        |
| CUT  | SAZW |                                           | Cutral-Có           | Neuquén                  | Argentinien                |
| CUU  | MMCU | Flughafen Chihuahua                       | Chihuahua           | Chihuahua                | Mexiko                     |
| CUV  | SVCG |                                           | Casigua el Cubo     | Zulia                    | Venezuela                  |
| CUX  |      | Flughafen Cuddihy Field                   | Corpus Christi      | Texas                    | USA                        |
| CUY  | YCUE |                                           | Cue                 | Western Australia        | Australien                 |
| CUZ  | SPZO | Flughafen Cusco                           | Cusco               | Cusco                    | Peru                       |

## CV
| IATA | ICAO | Flughafen                                              | Ort             | Region               | Land                   |
| ---- | ---- | ------------------------------------------------------ | --------------- | -------------------- | ---------------------- |
| CVB  |      |                                                        | Chungribu       | Madang               | Papua-Neuguinea        |
| CVC  | YCEE |                                                        | Cleve           | South Australia      | Australien             |
| CVE  | SKCV |                                                        | Coveñas         | Sucre                | Kolumbien              |
| CVF  | LFLJ | Flugplatz Courchevel Altiport                          | Courchevel      | Auvergne-Rhône-Alpes | Frankreich             |
| CVG  | KCVG | Internationaler Flughafen Cincinnati/Northern Kentucky | Covington       | Kentucky             | Vereinigte Staaten     |
| CVH  |      |                                                        | Caviahue        | Neuquén              | Argentinien            |
| CVI  |      |                                                        | Caleta Olivia   | Santa Cruz           | Argentinien            |
| CVJ  | MMCB | Flughafen Cuernavaca                                   | Cuernavaca      | Morelos              | Mexiko                 |
| CVK  | KCVK | Regionalflughafen Sharp County                         | Ash Flat        | Arkansas             | Vereinigte Staaten     |
| CVL  |      |                                                        | Cape Vogel      | Milne Bay            | Papua-Neuguinea        |
| CVM  | MMCV | Flughafen Ciudad Victoria                              | Ciudad Victoria | Tamaulipas           | Mexiko                 |
| CVN  | KCVN | Clovis Regional Airport                                | Clovis          | New Mexico           | Vereinigte Staaten     |
| CVO  | KCVO | Kommunaler Flughafen Corvallis                         | Corvallis       | Oregon               | Vereinigte Staaten     |
| CVQ  | YCAR |                                                        | Carnarvon       | Western Australia    | Australien             |
| CVR  |      | Hughes Airport                                         | Culver City     | Kalifornien          | USA                    |
| CVS  | KCVS | Air-Force-Basis Cannon                                 | Clovis          | New Mexico           | Vereinigte Staaten     |
| CVT  | EGBE | Flughafen West Midlands                                | Coventry        | England              | Vereinigtes Königreich |
| CVU  | LPCR | Flughafen Corvo                                        | Corvo           | Azoren               | Portugal               |

## CW
| IATA | ICAO | Flughafen                        | Ort             | Region             | Land                   |
| ---- | ---- | -------------------------------- | --------------- | ------------------ | ---------------------- |
| CWA  | KCWA | Central Wisconsin Airport        | Mosinee         | Wisconsin          | USA                    |
| CWB  | SBCT | Flughafen Curitiba „Afonso Pena“ | Curitiba        | Paraná             | Brasilien              |
| CWC  | UKLN | Flughafen Czernowitz             | Czernowitz      | Oblast Tscherniwzi | Ukraine                |
| CWF  | KCWF | Flughafen Chennault              | Lake Charles    | Louisiana          | USA                    |
| CWI  | KCWI | Flughafen Clinton                | Clinton         | Iowa               | USA                    |
| CWK  | VECT | Flughafen Chitrakoot             | Chitrakoot Dham | Madhya Pradesh     | Indien                 |
| CWL  | EGFF | Flughafen Cardiff                | Cardiff         | Wales              | Vereinigtes Königreich |
| CWO  |      | Ft. Wolter Army Airfield         | Mineral Wells   | Texas              | USA                    |
| CWP  |      |                                  | Campbellpore    | Punjab             | Pakistan               |
| CWR  | YCWI |                                  | Cowarie         | South Australia    | Australien             |
| CWS  |      |                                  | Center Island   | Washington         | USA                    |
| CWT  | YCWR |                                  | Cowra           | New South Wales    | Australien             |
| CWV  | KCWV | Flughafen Claxton-Evans County   | Claxton         | Georgia            | USA                    |
| CWW  | YCOR |                                  | Corowa          | New South Wales    | Australien             |
| CWX  |      | Cochise County Airport           | Willcox         | Arizona            | USA                    |

## CX
| IATA | ICAO | Flughafen                                  | Ort                     | Region            | Land        |
| ---- | ---- | ------------------------------------------ | ----------------------- | ----------------- | ----------- |
| CXA  | SVCD |                                            | Caicara del Orinoco     | Bolívar           | Venezuela   |
| CXB  | VGCB | Flughafen Cox’s Bazar                      | Cox’s Bazar             | Chittagong        | Bangladesch |
| CXC  |      |                                            | Chitina                 | Alaska            | USA         |
| CXE  | KCXE | Kommunaler Flughafen Chase City            | Chase City              | Virginia          | USA         |
| CXF  |      |                                            | Coldfoot                | Alaska            | USA         |
| CXH  |      | Wasserflugzeugbasis Vancouver Coal Harbour | Vancouver               | British Columbia  | Kanada      |
| CXI  | PLCH | Flughafen Cassidy International            | Kiritimati              | Line Islands      | Kiribati    |
| CXJ  | SBCX | Flughafen Caxias do Sul                    | Caxias do Sul           | Rio Grande do Sul | Brasilien   |
| CXL  | KCXL | Internationaler Flughafen Calexico         | Calexico                | Kalifornien       | USA         |
| CXM  | FNCX |                                            | Camaxilo                | Lunda Norte       | Angola      |
| CXN  | HCMC |                                            | Qandala                 | Bari              | Somalia     |
| CXO  | KCXO | Flughafen Lone Star Executive              | Conroe                  | Texas             | USA         |
| CXP  | WIHL | Flughafen Tunggul Wulung                   | Cilacap                 | Java              | Indonesien  |
| CXQ  | YCRK | Christmas Creek Airport                    | Christmas Creek Station | Western Australia | Australien  |
| CXR  | VVCR | Flughafen Cam Ranh                         | Nha Trang               |                   | Vietnam     |
| CXT  | YCHT |                                            | Charters Towers         | Queensland        | Australien  |
| CXU  | KCXU | Flughafen Camilla-Mitchell County          | Camilla                 | Georgia           | USA         |
| CXY  | MYCC |                                            | Cat Cay                 | Bimini            | Bahamas     |

## CY
| IATA | ICAO | Flughafen                                 | Ort                    | Region              | Land                   |
| ---- | ---- | ----------------------------------------- | ---------------------- | ------------------- | ---------------------- |
| CYA  | MTCA | Flugplatz Cayes                           | Les Cayes              | Sud                 | Haiti                  |
| CYB  | MWCB | Charles Kirkconnell International Airport | Cayman Brac            | Cayman Islands      | Vereinigtes Königreich |
| CYC  | –    | Flughafen Caye Chapel                     | Caye Chapel            | Belize District     | Belize                 |
| CYD  | MZMF | Flugplatz Maya Flats                      | San Ignacio            | Cayo District       | Belize                 |
| CYF  | PACK | Flughafen Chefornak                       | Chefornak              | Alaska              | USA                    |
| CYI  | RCKU | Flughafen Chiayi                          | Shuishang              | Landkreis Chiayi    | Taiwan                 |
| CYL  | MHCS | Flughafen Coyoles                         | Coyoles                | Yoro                | Honduras               |
| CYM  | –    | Wasserflugzeugbasis Chatham               | Chatham                | Alaska              | USA                    |
| CYO  | MUCL | Flughafen Vilo Acuña                      | Cayo Largo del Sur     | Isla de la Juventud | Kuba                   |
| CYP  | RPVC | Flughafen Calbayog                        | Calbayog City          | Samar               | Philippinen            |
| CYR  | SUCA | Flughafen Laguna de los Patos             | Colonia del Sacramento | Colonia             | Uruguay                |
| CYS  | KCYS | Flughafen Cheyenne                        | Cheyenne               | Wyoming             | USA                    |
| CYT  | PACY | Flughafen Yakataga                        | Cape Yakataga          | Alaska              | USA                    |
| CYU  | RPLO | Flughafen Cuyo                            | Cuyo                   | Palawan             | Philippinen            |
| CYW  | MMCY | Flughafen Celaya                          | Celaya                 | Guanajuato          | Mexiko                 |
| CYX  | UESS | Flughafen Tscherski                       | Tscherski              | Sacha               | Russland               |
| CYZ  | RPUY | Flughafen Cauayan                         | Cauayan                | Western Visayas     | Philippinen            |

## CZ
| IATA | ICAO | Flughafen                                       | Ort              | Region                                    | Land                |
| ---- | ---- | ----------------------------------------------- | ---------------- | ----------------------------------------- | ------------------- |
| CZA  | MMCT | Flughafen Chichén Itzá                          | Chichén Itzá     | Yucatán                                   | Mexiko              |
| CZB  | –    | Flugplatz Carlos Ruhl                           | Cruz Alta        | Rio Grande do Sul                         | Brasilien           |
| CZC  | –    | Flugplatz Copper Center 2                       | Copper Center    | Alaska                                    | USA                 |
| CZE  | SVCR | Flughafen José Leonardo Chirino                 | Coro             | Falcón                                    | Venezuela           |
| CZF  | PACZ | Flughafen Cape Romanzof Long Range Radarstation | Cape Romanzof    | Kusilvak Census Area, Alaska              | USA                 |
| CZH  | MZCZ | Flughafen Corozal                               | Corozal          | Corozal                                   | Belize              |
| CZJ  | –    | Flugplatz Corazón de Jesús                      | Corazón de Jesús | Guna Yala                                 | Panama              |
| CZK  | KCZK | Cascade Locks State Airport                     | Cascade Locks    | Oregon                                    | USA                 |
| CZL  | DABC | Flughafen Constantine                           | Constantine      | Constantine                               | Algerien            |
| CZM  | MMCZ | Flughafen Cozumel                               | Cozumel          | Quintana Roo                              | Mexiko              |
| CZN  | –    | Chisana Airport                                 | Chisana          | Copper River Census Area, Alaska          | USA                 |
| CZO  | –    | Chistochina Airport                             | Chistochina      | Valdez-Cordova Census Area, Alaska        | USA                 |
| CZP  | –    | Cape Pole Seaplane Base                         | Cape Pole        | Prince of Wales-Hyder Census Area, Alaska | USA                 |
| CZS  | SBCZ | Flughafen Cruzeiro do Sul                       | Cruzeiro do Sul  | Acre                                      | Brasilien           |
| CZT  | KCZT | Dimmit County Airport                           | Carrizo Springs  | Texas                                     | USA                 |
| CZU  | SKCZ | Flughafen Corozal                               | Corozal          | Sucre                                     | Kolumbien           |
| CZW  | EPCH | Flugplatz Rudniki                               | Częstochowa      | Schlesien                                 | Polen               |
| CZX  | ZSCG | Flughafen Changzhou Benniu                      | Changzhou        | Jiangsu                                   | Volksrepublik China |
| CZY  | YUNY | Cluny Airport                                   | Cluny            | Queensland                                | Australien          |